# Pierwsi ministrowie Walii
Pierwszy minister Walii (en. First Minister for Wales, cy. Prif Weinidog Cymru, przewodniczący Walijskiego Zgromadzenia Narodowego. Powstał w 1999 r. na podstawie Government of Wales Act z 1998 r., do 2000 r. nosił tytuł pierwszego sekretarza (en. First Secretary, cy. Prif Ysgrifennydd). Urząd ten posiada mniejsze kompetencje niż analogiczne urzędy w Szkocji i Irlandii Północnej.
Oficjalną siedzibą pierwszego ministra jest Crickhowell House oraz Senedd w Cardiff Bay.

## Kompetencje
Na podstawie Government of Wales Act kompetencje wykonawcze przysługują Walijskiemu Zgromadzeniu Narodowemu, przez które zostały delegowane na pierwszego ministra. Od 2007 r., czyli od momentu wejścia w życie Government of Wales Act z 2006 r., pierwszy minister jest reprezentantem Korony Brytyjskiej w Walii. Nie ma to jednak większego znaczenia dla zakresu jego kompetencji.
Pierwszy minister nadzoruje działalność walijskiego gabinetu, prowadzi politykę rozwoju i koordynacji, odpowiada za relacje z resztą Zjednoczonego Królestwa oraz z Europą, a także stoi na czele korpusu służby cywilnej.

## Lista pierwszych sekretarzy
| Premier | Premier               | Premier         | Kadencja      | Kadencja             | Partia polityczna     | Rząd                             |
| #       | Portret               | Imię i Nazwisko | Od            | Do                   | Partia polityczna     | Rząd                             |
| ------- | --------------------- | --------------- | ------------- | -------------------- | --------------------- | -------------------------------- |
| 1       | Alun Michael (1943–)  |                 | 12 maja 1999  | 9 lutego 2000        | Walijska Partia Pracy | Rząd Aluna Michaela              |
| 2       | Rhodri Morgan (1939–) |                 | 9 lutego 2000 | 16 października 2000 | Walijska Partia Pracy | Pierwszy rząd Rhodri'ego Morgana |

## Lista pierwszych ministrów
| Premier | Premier                 | Premier                     | Kadencja             | Kadencja                        | Partia polityczna     | Rząd                             |
| #       | Portret                 | Imię i Nazwisko             | Od                   | Do                              | Partia polityczna     | Rząd                             |
| ------- | ----------------------- | --------------------------- | -------------------- | ------------------------------- | --------------------- | -------------------------------- |
| 1       | Rhodri Morgan (1939–)   |                             | 16 października 2000 | 2003                            | Walijska Partia Pracy | Pierwszy rząd Rhodri'ego Morgana |
| 1       | Rhodri Morgan (1939–)   | 2003                        | 25 maja 2007         | Drugi rząd Rhodri'ego Morgana   | Walijska Partia Pracy |                                  |
| 1       | Rhodri Morgan (1939–)   | 25 maja 2007                | 19 lipca 2007        | Trzeci rząd Rhodri'ego Morgana  | Walijska Partia Pracy |                                  |
| 1       | Rhodri Morgan (1939–)   | 19 lipca 2007               | 9 grudnia 2009       | Czwarty rząd Rhodri'ego Morgana | Walijska Partia Pracy |                                  |
| 2       | Carwyn Jones (1967–)    |                             | 9 grudnia 2009       | 11 maja 2011                    | Walijska Partia Pracy | Pierwszy rząd Carwyna Jonesa     |
| 2       | Carwyn Jones (1967–)    | 11 maja 2011                | 13 grudnia 2018      | Drugi rząd Carwyna Jonesa       | Walijska Partia Pracy |                                  |
| 3       | Mark Drakeford (1954–)  |                             | 13 grudnia 2018      | 20 marca 2024                   | Walijska Partia Pracy | Pierwszy rząd Marka Drakeforda   |
| 3       | Mark Drakeford (1954–)  | Drugi rząd Marka Drakeforda | 13 grudnia 2018      | 20 marca 2024                   | Walijska Partia Pracy |                                  |
| 3       | Vaughan Gething (1974–) |                             | 20 marca 2024        | 5 sierpnia 2024                 | Walijska Partia Pracy | Rząd Vaughana Gethinga           |
| 4       | Eluned Morgan (1967–)   |                             | 6 sierpnia 2024      | nadal                           | Walijska Partia Pracy | Rząd Eluned Morgan               |